# Низкая опорная орбита
Низкая опорная орбита (НОО) — временная орбита, одна из промежуточных орбит. Первая промежуточная орбита. Орбита, на которую выходит головной блок ракеты-носителя (РН) после завершения основной части активного участка выведения космический аппарат (КА).
В общем случае считается, что КА находится на опорной орбите, если он движется с первой космической скоростью, и находится на высоте, где соответствующая плотность верхних слоёв атмосферы, в первом приближении, допускает круговое или эллиптическое движение. Такое сочетание описывается на профессиональном языке как «срок баллистического существования превышает время одного витка».
Высота опорной орбиты зависит от полетного задания, конструкции РН, веса КА и других факторов, однако, наиболее часто составляет около 150—250 км.
Орбиту правомерно называть «опорной», если предполагается её значительное изменение — увеличение высоты или изменение наклонения. Если же манёвры по изменению орбиты не предусмотрены полетным заданием (когда ракета-носитель за один непрерывный активный участок полета выводит КА сразу на целевую, рабочую орбиту), то термин «опорная орбита», при таком полетном задании является бессмысленным, и не используется.

## Терминология
В английской литературе используется похожий термин parking orbit, что часто переводят впрямую как «парковочная орбита» или «орбита ожидания».

## История
Понятие «опорная орбита» вошло в обиход с началом запусков четырёхступенчатой ракеты «Молния», четвёртая ступень которой (Блок Л) по сути являлась разгонным блоком и запускалась в невесомости после совершения примерно 3/4 оборота вокруг Земли, как требовалось для межпланетных и лунных АМС.

## Этапы вывода КА на целевую (рабочую) орбиту
В общем, наиболее частом случае, вывод КА на целевую (рабочую) орбиту состоит из следующих этапов:
1. Работа первых ступеней РН и вывод головного блока на опорную орбиту. (Активный участок полёта, работа маршевых двигателей РН). Часто это называют «бросок КА на орбиту» или «забросить КА на орбиту» (подразумевается именно на опорную орбиту). В некоторых случаях, зависящих от конструкции РН и полетного задания — РН выводит головной блок только на баллистическую траекторию, а доразгон для вывода КА на опорную орбиту осуществляет головной блок.
2. Свободный полет головного блока по опорной орбите. (Пассивный режим, маршевые двигатели выключены. Но, при необходимости, могут включаться двигатели ориентации и поворота КА.)
3. Однократное или многократное включение маршевых двигателей головного (орбитального) блока КА. Перевод головного (орбитального) блока на одну или несколько промежуточных орбит: изменение высоты орбиты, орбиты фазирования и т. п. — до достижения КА целевой (рабочей) орбиты, с заданными параметрами высоты, наклонения, формы круговой или эллиптической и т. п. (Активный режим маршевых двигателей головного блока КА)
4. Ориентация КА на целевой орбите при помощи двигателей ориентации: поворот самого КА, антенн, солнечных батарей, приборов и т. п. Начало выполнения КА своего целевого задания.

Выведение на опорную орбиту начинается с момента запуска двигателей РН на космодроме, далее отрабатывают и отбрасываются начальные ступени РН. Маршевые двигатели первых ступеней РН обычно допускают только однократное включение и не допускают даже двукратного включения. Активный участок выведения заканчивается выключением двигателей РН и (в большинстве случаев) отбрасываются все отработавшие ступени РН. Начинается свободный самостоятельный полет головного блока.
В некоторых случаях РН выводит головной блок только на суборбитальную траекторию и только затем головной блок формирует опорную орбиту.
Головной блок (или орбитальный блок), в зависимости от полетного задания и конструкции РН, может иметь разную конфигурацию. Например:
- только сам КА и его собственные двигатели;
- КА + разгонный блок;
- КА + последняя ступень РН, допускающая многократное включение маршевого двигателя (редкий, но встречаемый случай).

### Примеры вывода КА на опорную орбиту
Каждый пуск уникален, но примерное время выведения на опорную орбиту составляет около 500—800 сек (8-12 мин). Циклограммы полета некоторых типов РН и некоторые примеры, по выводу головного блока на опорную орбиту:
- Протон (ракета-носитель)#Стандартная схема полёта РН «Протон-М» с РБ «Бриз-М» — Разделение третьей ступени РН и орбитального блока — 588,4 с, высота 151 км. Далее выполняется первое включение маршевых двигателей разгонного блока, в результате которого формируется эллиптическая опорная орбита высотой 170 × 230 км и наклонением 51,5°.
- Союз (ракета-носитель)#Тактико-технические характеристики ступеней РН «Союз» — Время отделения III ступени (блок И) — Т+526 с
- Спейс шаттл#Профиль полёта — примерно через 8,5 минут после старта, на высоте около 113 км производится отделение внешнего топливного бака и челнок выходит на баллистическую траекторию. Необходимый доразгон производится одним или двумя кратковременным включением двигателей системы орбитального маневрирования, что приводит к формированию низкой опорной орбиты (круговой орбиты с высотой порядка 250 км). После этого производится сброс остатков топлива из системы маршевых двигателей SSME и вакуумирование их топливных магистралей. Кораблю придаётся необходимая осевая ориентация. Раскрываются створки грузового отсека, которые служат также и радиаторами системы терморегуляции корабля. Системы корабля приводятся в конфигурацию орбитального полёта.
- SS-520-4#Циклограмма полёта — пример аварийной циклограммы.

## Использование
Свободный полет по опорной орбите обычно служит для проверки телеметрии, раскрытия антенн, солнечных батарей, проверки оборудования КА, установление связи с ЦУП, ориентация КА, расчет длительности следующего импульса, выбор точки следующего импульса и т. п.

## Параметры опорной орбиты
Типичные параметры опорной орбиты, на примере космического корабля «Союз-ТМА», могут составлять:
- Минимальная высота над уровнем моря (в перигее) — 193 км,
- Максимальная высота над уровнем моря (в апогее) — 220 км,
- Наклонение — 51,6 градуса,
- Период обращения — около 88,3 минуты.

При определении высоты НОО важно указывать, от какой модели Земли она отсчитывается. Российские баллистики традиционно указывают высоту над эллипсоидом, а американские — над сферой, в результате разница может достигать 20 км (примерно соответствует разнице экваториального и полярного радиусов Земли), а положения апогея и перигея — смещаться.
Так как суточное вращение Земли участвует в выведении полезной нагрузки на орбиту, то грузоподъёмность ракеты-носителя зависит от наклонения орбиты к плоскости экватора. Наилучшие условия достигаются, если НОО имеет наклон к экватору, который совпадает с широтой стартовой площадки, с которой был осуществлён запуск. Другие наклонения орбиты ведут к уменьшению параметров ракеты-носителя по способности вывода груза на орбиту. Однако не для всех космодромов возможен запуск в наиболее энергетически выгодном направлении, так, например, для Байконура с широтой около 46 градусов невозможен запуск на наклонения меньше 48,5 градусов из-за ограничений по расположению территорий падения отделяющихся частей ракет (зон отчуждения). Наиболее часто используемое наклонение при запусках с Байконура — 51,6 градуса, меньшие наклонения используются редко.
Чем ниже орбита, тем больше масса груза, который может вывести на неё ракета-носитель при прочих равных условиях. Поэтому опорную орбиту выгодно делать как можно ниже. На практике время орбитального полёта (до вхождения в плотные слои атмосферы) менее одних суток может вызвать проблемы при отказах на борту космического аппарата, поэтому такие низкие орбиты практически не используются. Кроме того, на минимальную высоту опорной орбиты влияет величина погрешности выведения, так как при неблагоприятном сочетании ошибок измерительных приборов, органов управления и внешних факторов орбита может оказаться слишком низкой, и КА вернётся в атмосферу Земли и сгорит, прежде чем успеет сманеврировать. Тем не менее, известны случаи выведения аппаратов на орбиты с периодом обращения менее 88 минут и высотой перигея 121—150 км. Например, на опорную орбиту с перигеем 129 км была выведена автоматическая станция Луна-7. На похожие орбиты выводились спутники семейства KH-7 Gambit.

## Время нахождения КА на опорной орбите

### Штатное
Наиболее частое время нахождения КА на опорной орбите — от нескольких десятков минут до нескольких часов. Однако, в зависимости от полетного задания и других факторов, это время может быть от нескольких минут до нескольких суток. Например, NEAR_Shoemaker был на опорной орбите всего 13 минут,
На опорной орбите аппарат может находиться, в том числе, и менее одного оборота, в соответствии с планом полёта. Например, все полезные нагрузки, запускавшиеся ракетой 8К78 «Молния», проводили на опорной орбите от приблизительно 2/3 до 3/4 оборота. С расширением возможностей системы управления верхних ступеней ракет и разгонных блоков, время пребывания на опорной орбите стало варьироваться в широких пределах. Так, индийский марсианский зонд «Мангальян» провёл на опорной орбите около 2 суток.

### Предельное
Предельно возможное время нахождения КА на опорной орбите определяется, главным образом, сопротивлением атмосферы. За счет трения об атмосферу происходит постепенное снижение орбиты, вплоть до вхождения в плотные слои атмосферы и падением КА на Землю.
Кроме высоты орбиты — это время зависит от баллистических параметров искусственного небесного тела, от активности Солнца в этот период, которая влияет на высоту верхних слоёв атмосферы Земли и некоторых других параметров.